# Pinos Puente
Pinos Puente este un municipiu din Spania, situat în provincia Granada din comunitatea autonomă Andaluzia. Are o populație de 13.551 de locuitori.